# Albert Bouquillon
Albert Bouquillon es un escultor francés, nacido el 18 de agosto de 1908 en Douai y fallecido en enero de 1997.

## Biografía
Criado en una familia de tradición artística, su padre es un pintor, amante del dibujo y la pintura. A los dieciséis años, Albert Bouquillon entró en la École des Beaux-Arts de Douai. Aprende a dibujar, la pintura, la escultura y la arquitectura. Transcurren tres años: el tiempo para prepararse para el examen de ingreso a la Escuela de Bellas Artes de París. Obtiene el primer puesto en las pruebas, deja su hogar familiar, camino de la capital con apenas veinte años, en busca de su dirección y comienza inicialmente estudios de arquitectura.
Luego vino el reencuentro decisivo con el escultor Alexander, también nativo de Douai. Un modelo para un memorial de la guerra de 1914-1918 capta su atención. Fue una revelación. La escultura y la arquitectura se unen para cantar en la ciudad la poesía sublime de la eternidad.
Albert Bouquillon continuó su formación en la Ecole Nationale des Beaux-Arts de 1927 a 1934. De su maestro Henri Bouchard, y también del Premio de Roma , conservó el gusto por las obras destinadas a servir de testigo de su tiempo. Pero su destino era llegar a Roma, a la Villa Medici . Obtiene el Grand Prix de Roma de escultura en 1934, y se convierte en residente de la Academia de Francia en Roma.
De vuelta en París en 1938, fue reclutado al año siguiente en Lorena.
El retiro de 1940 le lleva a Albi. Es vinculado al musée Toulouse-Lautrec , en un estudio prestado por la ciudad, donde Albert comenzó su vida como un escultor. De vuelta en París, trabajó incansablemente. Pronto viene el reconocimiento de su talento. Les commandes officielles affluent. Llegan los encargos oficiales remunerados. El Departamento de Bellas Artes encargó una obra para los jardines del Palais Longchamp en Marsella: Lamartine, una escultura de piedra ejecutada en 1941. El nuevo Conservatorio de Música de Douai está adornado con un bajorrelieve, firmado Albert Bouquillon, el hijo de la ciudad. El nuevo Liceo en esa ciudad será sede de una estatua de piedra titulada La sève.
Los honores llegan pronto, coronando una vida de trabajo al servicio del arte. Por primera vez, el prix Populiste se otorga a un escultor. Es por la obra L'Aveugle (el ciego) por lo que es recompensado con este premio, "una de las obras más logradas, la mayor sobriedad expresiva de la escultura moderna", según los críticos.
Hablando de la monumental obra del artista, Christine Gleiny en la revista Arts , concluye: « Si Albert Bouquillon lleva a cabo un proceso de decantación, o estilización para obtener sus obras monumentales, lo hace sin exceso , porque no es una proyección o el retrato de la realidad pura y simple, hay algo más para el escultor, ha de insuflar un alma recurriendo a recursos simples»
No podemos hacer un estudio exhaustivo de las obras de Albert Bouquillon que animan el paisaje urbano, ya que son numerosas. Citar la estatua de Marceline Desbordes-Valmore o el bronce titulado de La Jeunesse (la Juventud).
Los encargos se multiplican: el Musée national d'Art moderne, el Musée d'Art Moderne de París, el Museo de Albi, de Douai, d 'Ales ... Se le convoca para la Exposición Internacional de Nueva York y realiza en esa ocasión un bajorrelieve titulado El Sena, el Conservatorio Nacional de París, apela a su talento y también las ciudades de Cambrai, Belfort, Dunkerque, Marsella, ...
Bayeux inmortaliza L'Étudiante (el estudiante); Estrasburgo vibra al ritmo de las Quatre saisons (cuatro estaciones); Barentin contempla a La Vierge à l'enfant (la Virgen y el niño); Biarritz, a la emperatriz Josefina.
En 1991, la ciudad de París le encargó Le Porteur de viande (el portador de carne), el monumento de bronce que ilustra la memoria del antiguo matadero de Vaugirard, ahora Parque Georges Brassens.
En 1994 se organiza una gran retrospectiva de su obra en el Castillo de Septmonts , cerca de Soissons. Murió en 1997.

## Obras
Algunas obras de Bouquillon representativas de sus esculturas son :
- Nu féminin aux bras levés (desnudo de mujer con los brazos levantados) , escayola, tamaño natural
- Jeunesse (La juventud) , bronce
- Les Adolescents (los adolescentes), bronce, teatro de Douai, , ver imagen al margen.
- Nu féminin debout (Desnudo de mujer en pie), escayola,
- Le Porteur de viande (el Portador de carne ) , instalada en el Parque Georges Brassens del XV Distrito de París.

También realizó pinturas, grabados, acuarelas y dibujos.